# Eduard Kohout
Eduard Kohout (ur. 6 marca 1889 w Czeskich Budziejowicach, zm. 25 października 1976 w Pradze) – czeski aktor.

## Biogram
Ze studiów uciekł k kompanii teatralnej A. Šípkovej, w latach 1906-09 grał w różnych teatrzykach, 1909-14 w Pilźnie, 1914-16 w Teatrze Miejskim na Vinohradach Królewskich i 1916-60 w Teatrze Narodowym w Pradze, gdzie był członkiem i po przejściu na emeryturę.
Przedstawiciel nowoczesnego aktorstwa czeskiego po I wojnie światowej. Przeszedł z realizmu psychologicznego poprzez impresjonizm po ekspresjonizm i poprzez cywilizm ku przedmiotowości i tłumieniu wyrazu aktorskiego, którego elementem dominującym była doskonale opanowana mowa. W latach 20.–40. współpracował przede wszystkim z reżyserami K. H. Hilarem, J. Frejką i K. Dostalem.
Wybitny interpretator międzywojennej poezji czeskiej (Konstantin Biebl, Vítězslav Nezval, Jaroslav Seifert).
Autor pamiętników Divadlo aneb Snář (1975).

## Role teatralne
- Dauphin Karol (G. B. Shaw, Święta Jana, 1924)
- Benvolio (W. Shakespeare, Romeo i Julia, 1924)
- Hamlet (W. Shakespeare, 1926)
- Myszkin (F. M. Dostojewski, Idiota, 1928)
- Oidipus (Sofokles, 1932)
- Torquato Tasso (J. W. von Goethe, 1942)
- Gadeiros (V. Nezval, Dnes ještě zapadá slunce nad Atlantidou, 1956)

## Role telewizyjne
- serial Fantom operety (1970)

## Filmografia
- Batalión (1937)
- Jan Výrava (1937)
- Kouzelný dům (1939)
- Turbina (1941)
- Nocny motyl (1941)
- Skrzypce i sen (1947)
- Daleká cesta (1949)
- Błysk przed świtem (1951)
- Wielka przygoda (1952)
- Sobór w Konstancji (1955)
- Kasaři (1958)
- Občan Brych (1958)
- Princezna se zlatou hvězdou (1959)
- Bláznova kronika (1964)
- Skradziony balon (1967)